# 林芙芙
林芙芙（英語：Linfufu），中華民国女性Twitch實況主、YouTuber，臺南市人但長住臺中市，實況類型常以生活實況、唱歌、戶外、景點旅遊為主。

## 簡歷
- 2018年11月 受邀到韓國釜山G-star戶外實況
- 2018年12月 榮獲2018台港澳實況導遊獎
- 2019年9月 受邀到美國聖地牙哥TwitchCon戶外實況
- 2019年12月 代表Twitch擔任中華職棒大聯盟冬盟開球嘉賓
- 2019年12月 中華民國電子競技運動協會「2019亞洲電競大賞」twitch後台採訪特派員
- 2022年10月 受到上報新聞專訪[1]

## 經歷
2016年12月12日，林芙芙首次在Twitch開實況，一開始不是全職戶外實況主、是兼職電子遊戲實況主，主要拍攝《暴雪英霸》、《爐石戰記》與《英雄联盟》的遊戲實況，而遊戲實況中的平均人數約只有50人，在Twitch台灣區是屬於中後段班的成績。2018年1月，林芙芙開始嘗試戶外實況，人數開始大幅上升，從此開始一系列的戶外實況。
2020年12月，林芙芙、樂樂、西門夜說等實況主受邀到臺中市政府運動局「2020臺中電競嘉年華」擔任網絡紅人嘉賓；而林芙芙是第2天的活動嘉賓，同時介紹現場攤位及舞台活動。
2022年9月3日，林芙芙在臺中市一中商圈進行Twitch戶外直播時，遇到一名不明女子尾隨騷擾，嚇得當場向臺中市政府警察局報警。
2022年10月2日，林芙芙在與Twitch的合作節目《芙芙租隊友》中，邀請皮皮（17Baby）、蘋蘋澎澎、子喵喵、夜雨、湘湘等實況主一起參加兩天一夜不斷電的節目，其中的「泳池趴」環節更創下直播同時收看人數兩萬人的紀錄。
2022年11月22日，林芙芙在Instagram貼文表示在近期被不明男子一路跟蹤到住處樓下的停車場，還試圖對她的車安裝或拆卸未知物品；林芙芙指稱「完全不認識」，但覺得他們的手法相當熟練，猜想可能是黑粉請來的徵信社之類的人士。

## 作品
- 林芙芙《2022 只芙你心 寫真月曆》 （4gamers出版）（2021年9月23日發售）

## 爭議

### 行車違規
林芙芙多次因行車安全問題受新聞報導，包括其曾於2021年7月11日在台中市開車時開實況，期間疑似因與Twitch聊天室觀眾交談而無視交通號誌導致闖紅燈，遭指為不良示範的代表。同年9月，她開車在國道3號北上出口匝道橫跨槽化線，再度被指違規；根據第三方紀錄網站「StreamerBans」的推特發文，林芙芙於同月13日遭Twitch封禁一星期，其本人也發文稱「大家～我這禮拜要去渡假，一個禮拜不實況……」；遭封禁後，林芙芙自言知道「實況中違規帶來錯誤示範的危害」，承諾「以後會嚴格遵守交通規則，不在開車時與聊天室交談」，而後續也透過申訴信提前解禁。

### 賣場睡覺
2020年6月，林芙芙於台中市某家具賣場開實況，躺上展示用的床睡覺，引發爭議。

## 外部連結
- 林芙芙的Facebook專頁
- 林芙芙的Instagram帳戶
- YouTube上的林芙芙頻道
- 林芙芙的Twitch频道